# Cattedrale dei Santi Pietro e Paolo (Charlotte Amalie)
La cattedrale dei Santi Pietro e Paolo (in inglese: Saints Peter and Paul Cathedral) è la chiesa cattedrale cattolica della diocesi di Saint Thomas, si trova a Charlotte Amalie, nelle Isole Vergini Americane.

## Storia
La prima chiesa cattolica nelle allora Indie occidentali danesi fu acquistata dalla Corona danese nel 1802 e due anni dopo fu distrutta in un incendio. La prima chiesa sotto il patrocinio degli apostoli Pietro e Paolo fu consacrata nel 1806 mentre la prima la chiesa edificata sul sito dell'attuale cattedrale è stata completata nel 1828. Un uragano nel 1837 distrusse gran parte di quell'edificio. L'attuale chiesa fu completata nel 1848. Quando papa Giovanni XXIII il 30 aprile 1960 con la bolla Cum apostolicus ha creato la prelatura delle Isole Vergini, la chiesa dei Santi Pietro e Paolo è stata contestualmente elevata a chiesa cattedrale.
Nel 2004 è iniziata una campagna di raccolta fondi per ripristinare e ristrutturare la cattedrale.